# Народно читалище „Просвета – 1926“ (Макак)
Народно читалище „Просвета – 1926“ е читалище в квартал Макак, Шумен, община Шумен, област Шумен. Разположено на адрес: ул. „Мир“ № 38. То е действащо читалище, регистрирано под номер 3212 в Министерство на културата на Република България. Към 2020 г. председател на читалищното настоятелство е Самуил Стефанов Илиев, а секретар – Антония Георгиева Кирилова.
Фондът на библиотеката към читалището включва около 7440 тома литература. Към читалището има фолклорни състави и формации: културно-плетачески клуб „Седянка“ и клуб „Лично творчество“; както и танцови състави и групи: танцова група „Марги денс“, танцова група „Юнаци“, кукерска група „Арапи“ и коледарска група.

## История
Читалището е основано през 1926 г. от група будни младежи. За председател е избран Кули Бешевлиев. Наречено е „Просвета“ и се помещава в стая на училищната сграда. През 1927 г. е отворена читалня към библиотеката, която наброява 100 тома литература. През същата година на годишното отчетно събрание се избира ново настоятелство с председател Стайко Кулаксъзов, който организира и първото театрално представление през 1928 г. „Службогонци“. Представленията на местното „театро“ се очакват като голямо и вълнуващо събитие в културния живот на селото. Читалището намира начин за набиране на средства като предоставя читалнята си за събрания на различни организации срещу наем, а също и чрез сдобиването със земя и имоти, които отдава под наем.
През 1937 г. настоятелството решава да довърши за своя сметка един незавършен строеж и от пролетта на 1938 г. за пръв път читалището разполага с обширно и светло помещение, в което да провежда мероприятията си. През 1963 г. се мести в нова сграда, където се намира и в момента.